# Saint-George (Antigua-et-Barbuda)

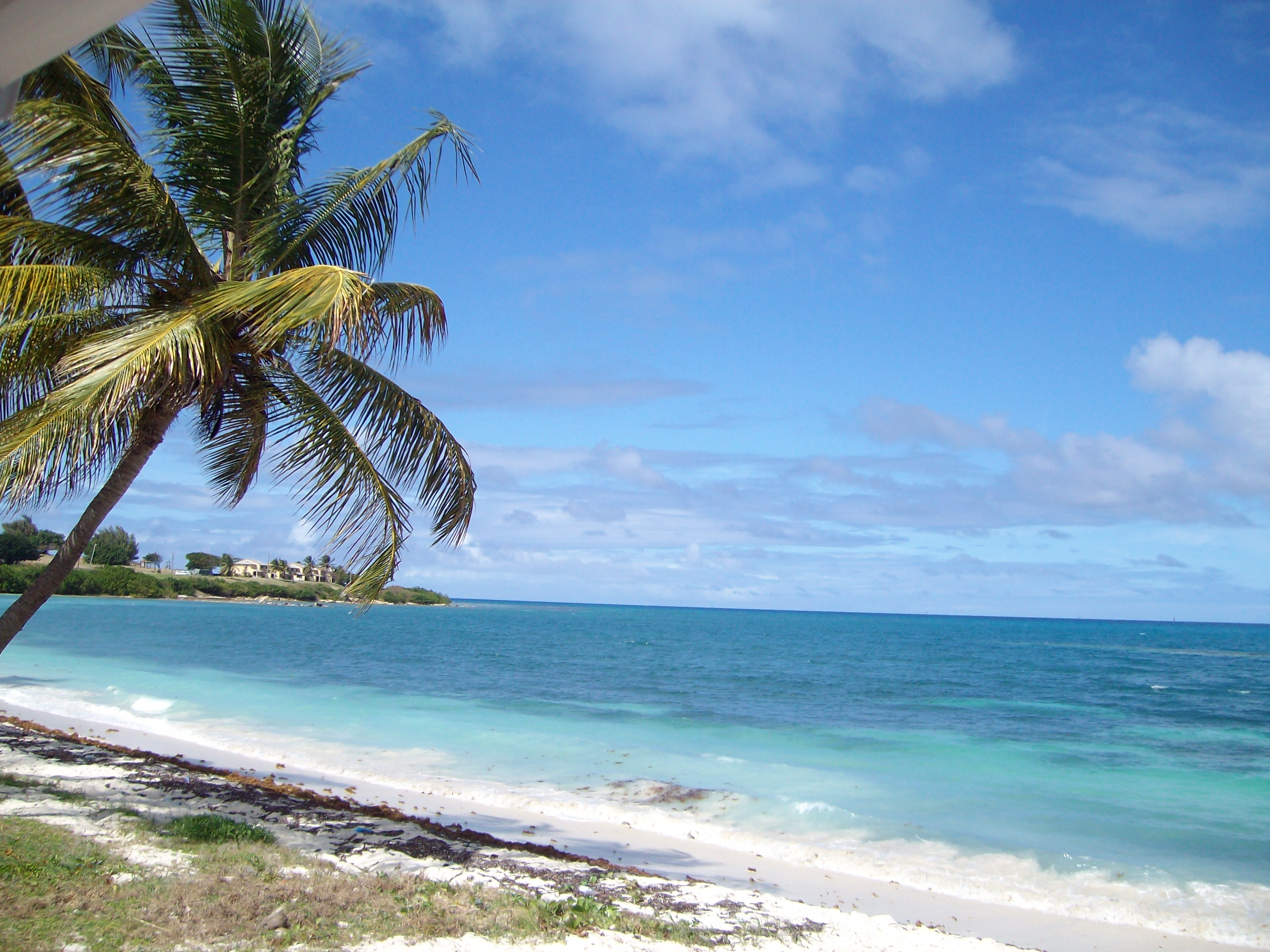

Pour les articles homonymes, voir Saint-George.
Saint-George est l'une des six paroisses d'Antigua-et-Barbuda.